# Kanumarathon-Europameisterschaften 2005
Die 6. Kanumarathon-Europameisterschaften fanden vom 22. bis 23. Juli 2005 im tschechischen Týn nad Vltavou statt. Der austragende Verband war die ECA.
Es wurden vier Wettbewerbe für Männer und zwei Wettbewerbe für Frauen ausgetragen.

## Medaillengewinner

### Herren

#### Canadier
Distanz jeweils 28,8 km
| Disziplin | Gold                             | Zeit        | Silber                            | Zeit        | Bronze                          | Zeit        |
| --------- | -------------------------------- | ----------- | --------------------------------- | ----------- | ------------------------------- | ----------- |
| C1        | Slowakei Rus Radoslav            | 2:20:14,8 h | Frankreich Bertrand Hémonic       | 2:20:16,4 h | Tschechien Pavel Bednar         | 2:20:16,8 h |
| C2        | Ungarn Edvin Csabai Attila Györe | 2:08:21 h   | Ungarn Robert Bindl Zsolt Gilányi | 2:08:44 h   | Portugal José Sousa Nuno Barros | 2:10:38 h   |

#### Kajak
Distanz jeweils 36 km
| Disziplin | Gold                               | Zeit        | Silber                            | Zeit        | Bronze                                  | Zeit        |
| --------- | ---------------------------------- | ----------- | --------------------------------- | ----------- | --------------------------------------- | ----------- |
| K1        | Spanien Manuel Busto               | 2:35:27,3 h | Ungarn Attila Jambor              | 2:35:28,6 h | Ungarn István Salga                     | 2:35:28,7 h |
| K2        | Spanien Manuel Busto Oier Aizpurua | 2:24:47,7 h | Ungarn István Salga Attila Jambor | 2:24:48,6 h | Ungarn Viktor Szakály Krisztián Szigeti | 2:24:48.8 h |

### Damen

#### Kajak
Distanz jeweils 28,8 km
| Disziplin | Gold                                  | Zeit        | Silber                           | Zeit        | Bronze                                 | Zeit        |
| --------- | ------------------------------------- | ----------- | -------------------------------- | ----------- | -------------------------------------- | ----------- |
| K1        | Vereinigtes Königreich Anna Hemmings  | 2:18:19,7 h | Portugal Beatriz Gomes           | 2:18:20,3 h | Polen Barbara Przybylska               | 2:18:20,7 h |
| K2        | Tschechien Anna Adamová Klára Ballová | 2:07:49 h   | Spanien Amaia Osaba Naiara Gomez | 2:07:52 h   | Ungarn Orsolya Harkai Adrienn Csengeri | 2:09:21 h   |

## Medaillenspiegel
| Rang   | Nation                 | Gold | Silber | Bronze | Gesamt |
| ------ | ---------------------- | ---- | ------ | ------ | ------ |
| 1      | Spanien                | 2    | 1      | 0      | 3      |
| 2      | Ungarn                 | 1    | 3      | 3      | 7      |
| 3      | Tschechien             | 1    | 0      | 1      | 2      |
| 4      | Vereinigtes Königreich | 1    | 0      | 0      | 1      |
| 4      | Slowakei               | 1    | 0      | 0      | 1      |
| 6      | Portugal               | 0    | 1      | 1      | 2      |
| 7      | Frankreich             | 0    | 1      | 0      | 1      |
| 8      | Polen                  | 0    | 0      | 1      | 1      |
| Gesamt | Gesamt                 | 6    | 6      | 6      | 18     |